# Clarksville, Texas
Clarksville är administrativ huvudort i Red River County i Texas. Orten är uppkallad efter grundaren James Clark. Enligt 2010 års folkräkning hade Clarksville 3 285 invånare.

## Kända personer från Clarksville, Texas
- Tommie Smith, friidrottare, olympisk guldmedaljer